# Rick Lovato
Pour les articles homonymes, voir Lovato.
(en) Statistiques sur pro-football-reference
Rick Lovato (né le 9 septembre 1992 à Neptune dans le New Jersey) est un joueur américain de football américain qui évolue en tant que long snapper dans la National Football League (NFL).
Il a joué au niveau universitaire pour les Monarchs d'Old Dominion dans la NCAA Division I FBS.
Il joue depuis la saison 2016 pour les Eagles de Philadelphie avec qui il remporte le Super Bowl LII au terme de la saison 2017. Il est sélectionné pour le Pro Bowl 2020 au terme de la saison 2019.

## Biographie
Lovato joue de 2011 à 2014 avec les Monarchs représentants l'Université Old Dominion dans la NCAA Division I FBS.
Non sélectionné lors de la draft 2015 de la NFL, il signe néanmoins avec les Bears de Chicago mais n'est pas conservé pour la saison et est libéré le 30 août 2015.
Le 22 décembre 2015, il signe chez les Packers de Green Bay après que Brett Goode se soit blessé et y joue les deux derniers matchs de la saison. Il devient le premier joueur issu d'Old Dominion à jouer un match de saison régulière dans la NFL. Il tente d'être engagé par les Packers pour la saison 2016, mais est libéré lors de la sélection finale de l'effectif avant le début de la saison.
Au cours de la saison 2016, il signe le 19 novembre chez les Redskins de Washington pour y remplacer Nick Sundberg, blessé. Il est libéré après avoir joué deux matchs, dès le retour de Sundberg. Il revient dans la NFL en décembre lorsqu'il signe avec les Eagles de Philadelphie pour pallier la blessure de Jon Dorenbos. Il joue les trois derniers matchs de la saison des Eagles et y est maintenu titulaire pour le poste de long snapper pour la saison 2017, l'équipe n'ayant pas conservé Dorenbos. Au terme de sa première saison complète dans la NFL, il remporte le Super Bowl LII avec les Eagles. Il est sélectionné pour le Pro Bowl 2020 au terme de la saison 2019